# Zgrada Gradske knjižnice u Subotici
Zgrada Gradske knjižnice u Subotici je zgrada u gradu Subotici koja je spomenik kulture. Nalazi se na adresi Cara Dušana 2.
Građena je u stilu neobaroka.
Projektirao ju je 1896. arhitekt Ferenc Reichl. U ovoj se zgradi od 1953. do danas nalazi Gradska knjižnica.